# (308798) Teo
(308798) Teo est un astéroïde de la ceinture principale.

## Description
(308798) Teo est un astéroïde de la ceinture principale. Il fut découvert le 26 août 2006 à La Cañada par Juan Lacruz. Il présente une orbite caractérisée par un demi-grand axe de 2,65 UA, une excentricité de 0,19 et une inclinaison de 11,7° par rapport à l'écliptique.